# Аварійні коди суден
На додаток до сигналів лиха, таких як Mayday і pan-pan, більшість суден, особливо пасажирських, використовують деякі екстрені сигнали, щоб попередити екіпаж на борту. У деяких випадках сигнали можуть сповіщати пасажирів про небезпеку, але в інших мета полягає в тому, щоб приховати надзвичайну ситуацію від незачеплених пасажирів, щоб уникнути паніки або надмірної тривоги. Сигнали можуть бути у формі звуків тривожних дзвінків, звуків суднового свистка або кодових імен, що передаються через систему оповіщення.
- Альфа, Альфа, Альфа (англ. Alpha, Alpha, Alpha) — це код невідкладної медичної допомоги на борту кораблів Royal Caribbean.[1]
- Команда Альфа, Команда Альфа, Команда Альфа (англ. Alpha Team, Alpha Team, Alpha Team) — це код пожежної ситуації на борту кораблів компанії Carnival Cruise Line.
- Зберіться на пунктах збору (загальний аварійний сигнал) (англ. Assemble at Muster Stations (General Emergency Signal)), сім коротких гудків, а потім один довгий гудок корабельного гудка та внутрішньої системи сигналізації.[2]
- Браво, Браво, Браво (англ. ravo, Bravo, Bravo) використовується багатьма круїзними компаніями, щоб попередити екіпаж про пожежу чи інший серйозний інцидент на борту, не турбуючи пасажирів.[1][3]
- Операція Brightstar (англ. Operation Brightstar) позначає невідкладну медичну допомогу, наприклад серцевий напад або інсульт на суднах Carnival і Disney Cruise Line. Оголосити його може лише один з медичної бригади або офіцер з підвищеною медичною підготовкою. Промовлене слово Brightstar через PA, іноді доповнене груповим сигналом на системі пейджера, сповістить медичну команду, включаючи всіх лікарів і медсестер, щоб відвідати місце. Офіцер вентиляції (VO) також попереджається під час Brightstar. VO запустить живлення для охолодження в морзі (якщо він ще не використовується) як запобіжний захід.
- «Чарлі, Чарлі, Чарлі» (англ. Charlie, Charlie, Charlie) — це код загрози безпеці на борту кораблів Royal Caribbean і код для майбутніх операцій вертолітної лебідки на борту суден з ліфтами c-bed.
- Код блю (англ. Code blue) зазвичай означає невідкладну медичну допомогу.
- Дельта, Дельта, Дельта (англ. Delta, Delta, Delta) — код можливої біологічної небезпеки серед деяких круїзних ліній. Частіше використовується для сповіщення екіпажу про пошкодження корпусу на борту деяких ліній.
- Echo, Echo, Echo — код можливого зіткнення з іншим кораблем або берегом на борту кораблів Royal Caribbean, або якщо корабель починає дрейфувати.[1] На борту деяких круїзних ліній це означає небезпеку сильного вітру під час перебування в порту. Він попереджає екіпаж, відповідальний за трап, двигуни тощо, щоб вони зайняли позицію та були готові до нових маневрів.
- Пожежа та надзвичайна ситуація (англ. Fire and emergency), безперервний дзвінок загальної тривоги протягом десяти секунд і безперервний звук суднового свистка протягом десяти секунд. Це сигнал про залишення судна, який використовується в Celebrity Cruises.[2]
- Кіло, кіло, кіло (Kilo, Kilo, Kilo) на Royal Caribbean є загальним сигналом для екіпажу повідомляти на станцію екстреної допомоги.[1]
- Містер Моб (англ. Mr Mob) означає людина за бортом.[4] Про людину за бортом також можна сповістити трьома тривалими звуками суднового свистка та загальним сигналом тривоги (азбукою Морзе «Оскар»).[2]
- Містер Скайлайт (англ. Mr Skylight) викликаний через систему озвучення, є сповіщенням для екіпажу на борту та означає, що десь сталася незначна надзвичайна ситуація.[5][6]
- Оскар, Оскар, Оскар (англ. Oscar, Oscar, Oscar) — це код людини за бортом на кораблях Royal Caribbean і Celebrity.[1]
- Пурелл, Пурелл, Пурелл (англ. Purell, Purell, Purell) вказує місце для очищення (блювотини) на кораблях знаменитостей.
- Red Parties, Red Parties, Red Parties використовується Disney Cruise Line через систему PA, щоб попередити екіпаж про пожежу або можливу пожежу на борту судна.
- Star Code, Star Code, Star Code — це код для екстреної медичної допомоги на борту кораблів знаменитостей.
- Зулу, зулу, зулу (англ. Zulu, Zulu, Zulu) — це код бійки на борту більшості круїзних ліній.